# Chan Krum
Chan Krum (bulgariska: Хан Крум) är ett distrikt i Bulgarien.   Det ligger i kommunen Obsjtina Veliki Preslav och regionen Sjumen, i den östra delen av landet, 290 km öster om huvudstaden Sofia.
Trakten runt Chan Krum består till största delen av jordbruksmark. Runt Chan Krum är det ganska glesbefolkat, med 47 invånare per kvadratkilometer.